# Anton Bernolák
Anton Bernolák (Slanica, 3 de octubre de 1762-Nové Zámky, 15 de enero de 1813) fue un sacerdote católico y lingüista eslovaco. Fue un promotor de la cultura eslovaca y una de las figuras destacadas del Renacimiento nacional eslovaco.
Bernolák fue el primero en establecer reglas para la estandarización de la lengua eslovaca escrita (en la década de 1780), basada en los dialectos eslovacos occidentales que se hablan alrededor de Trnava, con algunos elementos de los dialectos eslovacos centrales. Sin embargo, dicha lengua, denominada Bernolákovčina, no fue aceptada como lengua nacional estándar, aunque supuso un hito importante en la formación de la nación eslovaca moderna y sirvió de base para las actividades de la Slovenské učené tovarišstvo ("Hermandad de eruditos eslovacos"), fundada en 1792 en Trnava.
Su imagen figuraba en los antiguos billetes de 200 coronas eslovacas.

## Biografía

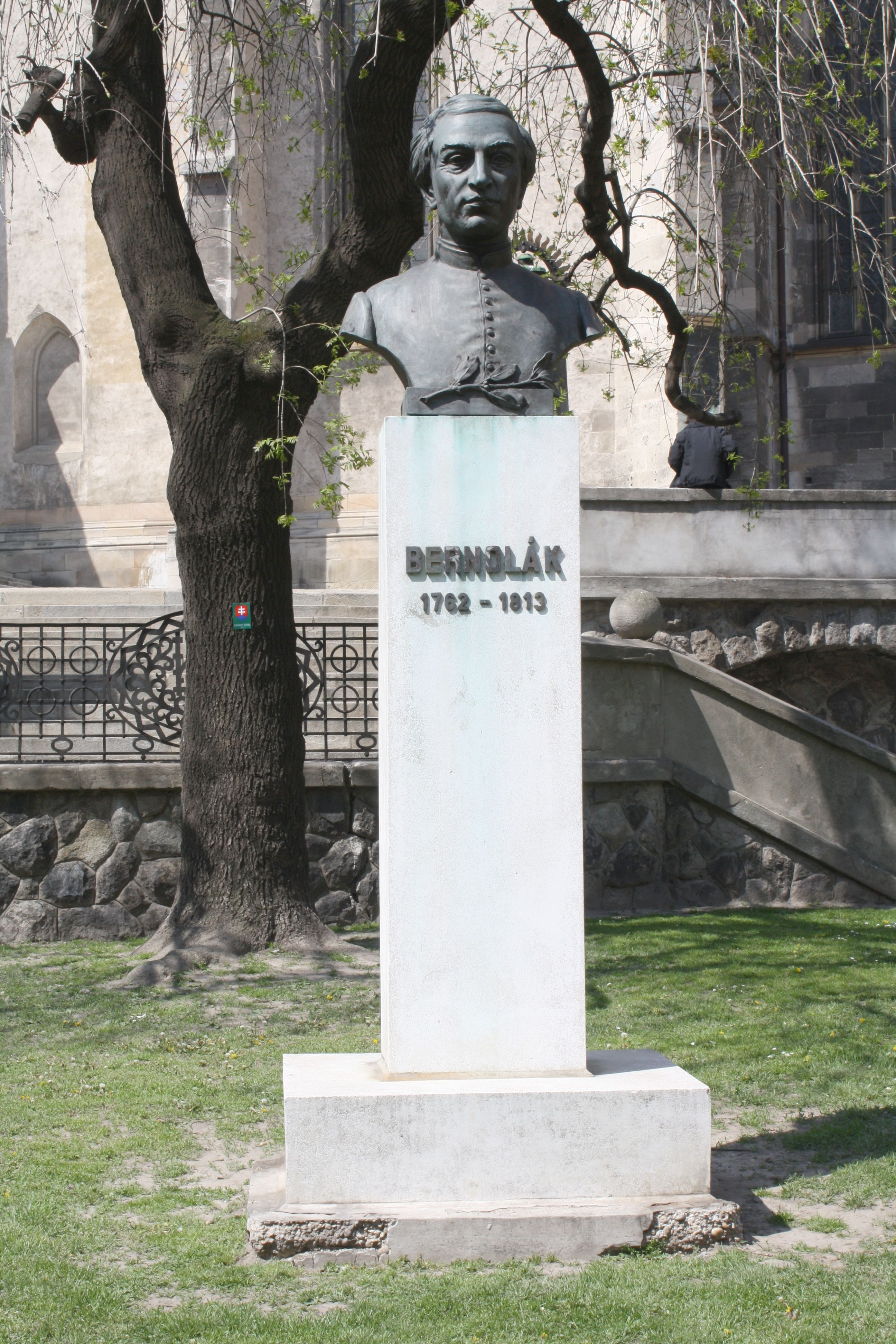
Monumento en Bratislava

Nació en el seno de una familia de la pequeña nobleza de la región de Orava. Estudió en el Gimnasio de Ružomberok (1772-1776) y más tarde en Trnava y Viena, y se graduó en Teología en el Seminario General de Presburgo (1787). Tras completar sus estudios, ocupó el cargo de capellán en Bernolákovo (entonces Čeklís) de 1787 a 1791. De 1791 a 1797 trabajó de secretario en el despacho del vicario arzobispal en Trnava y desde 1797 hasta su muerte fue párroco en Nové Zámky,  donde también daba clases de religión en la escuela municipal.
Su extraordinario talento se puso de manifiesto en el Seminario General de Presburgo (actual Bratislava), donde se entusiasmó con las reformas culturales de la emperatriz María Teresa y José II. Dirigió la Asociación para el Fomento de la Lengua Eslovaca (Spoločnosť na pestovanie slovenského jazyka) y promovió el renacimiento nacional del pueblo eslovaco. Dominaba varias lenguas, tanto clásicas como modernas, y poseía un conocimiento enciclopédico que abarcaba campos como la historia, la economía, la medicina, la estética, la música y la política. 
Su intensa labor literaria y sacerdotal, las preocupaciones por su familia cercana y otras circunstancias minaron tanto su salud que murió repentinamente de un ataque al corazón el 15 de enero de 1813. Está enterrado en Nové Zámky, en la capilla de la Santísima Trinidad situada en la plaza que lleva su nombre.

## Obras

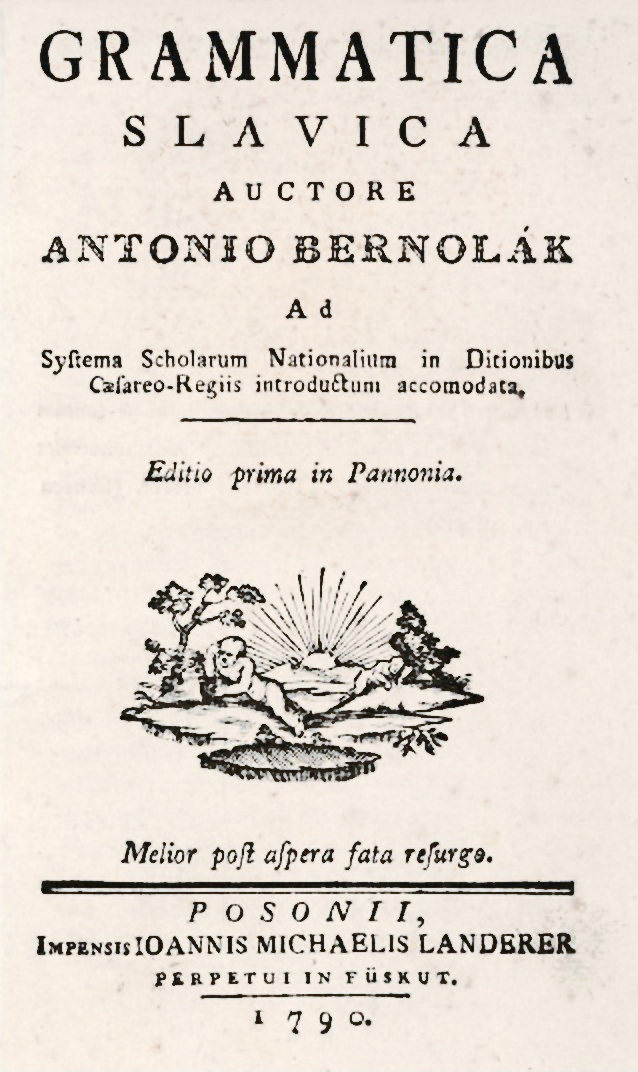
Portada de la Gramatica Slavica de Bernolák del año 1790

La mayoría de sus obras versan sobre lingüística. Su obra se considera un primer intento, aunque fallido, de codificación de la lengua eslovaca. Más éxito tuvo el escritor y político Ľudovít Štúr poco después, pues sólo su reforma de 1846 se convertiría en la base de la lengua eslovaca escrita que conocemos hoy.
- 1782 - Divux rex Stephanus, magnus Hungarorum apostolus ("Santo Rey Esteban, gran apóstol de los Húngaros");
- 1787 - Dissertatio-critica de literis Slavorum ("Disertación crítica sobre la literatura eslava");
- 1787 - Linguae Slavonicae... compendiosa simul et facilis Orthographia ("Ortografía compendiosa y fácil de la lengua eslava");
- 1790 - Gramatica Slavica ("Gramática eslava");
- 1791 - Etymologia vocum slavicarum ("Etimología de las voces eslavas");
- 1825 / 1827 - Slowár Slowenskí, Češko-Laťinsko-Ňemecko-Uherskí (Diccionario eslovaco, checo-latino-alemán-húngaro), diccionario en seis volúmenes, publicado póstumamente en Buda por el canónigo Juraj Palkovič.